# Krasnopillský rajón
Krasnopillský rajón (ukrajinsky Краснопільський район) byl rajón v Sumské oblasti na Ukrajině. Hlavním městem byla Krasnopillja a rajón měl přibližně 28 tisíc obyvatel. 

## Sídla v rajónu
- Krasnopillja
- Uhrojidy